# Виллие, Михаил Яковлевич
Михаил Яковлевич Виллие (1838—1910) — русский живописец-акварелист шотландского происхождения, действительный член Императорской Академии художеств.

## Биография
Родился в семье лейб-медика, шотландца по происхождению Якова Васильевича Виллие (Виллие 2-го; 1794—1850) — племянника и тёзки выдающегося военного хирурга. После смерти отца (1850) поступает в Школу гвардейских подпрапорщиков. Получив разрешение от командования, он одновременно вольнослушателем посещает Императорскую Академию художеств, где учится у профессора-акварелиста Луиджи Премацци.
В 1857 году Виллие был зачислен прапорщиком в лгв. Преображенский полк. В 1862 году ушёл в отставку «по болезни» в чине подпоручика и продолжил занятия в Академии художеств у своего учителя. Талант Виллие был быстро замечен, и уже в 1863 году ему было присвоено звание художника, а в 1864-м он был удостоен благодарности от Академии за перспективные виды. Получает разрешение на трехгодичную заграничную стажировку (1865).
Изучает европейскую школу живописи: в течение двух лет занимается акварельной живописью в Брюсселе. В апреле 1867 года Королевское бельгийское акварельное обществе избрало Виллие своим почётным членом. Знакомится с живописью масляными красками в Мюнхене.
По окончании стажировки, представил свои работы на академическую выставку и в феврале 1868 года за серию своих акварелей (Виды Саввино-Сторожевского монастыря, Бернкастель на Мозеле. Пруссия, Внутренность столовой графа Кушелева-Безбородко) получил звание академика акварельной живописи. Он обратился к президенту Академии художеств, великой княгине Марии Николаевне, с прошением о дальнейшей стажировке в Европе, присовокупив к прошению свои лучшие акварели. Польщенная таким подарком, великая княгиня изволила выразить мнение, что «он обладает замечательным талантом, который мог бы еще более развиться изучением бельгийских и английских акварелистов и пребыванием в Италии».
Несколько лет он прожил в Германии, потом десять лет работал в Париже. Неоднократно наезжал в Италию, где черпал сюжеты своих картин. Посетил Шотландию — свою историческую родину.
Имя его становится хорошо известным в Европе: Виллие неоднократно принимает участие во Всемирных выставках (в Вене, Брюсселе и дважды в Париже), а также во Всероссийской выставке в Москве. После участия в Парижской выставке 1900 года он был награжден французским орденом Почётного легиона (кавалера большого креста). Виллие весьма редко и на короткое время, приезжал на родину. В России много путешествует по старинным городам, создав в 1880—1890-е годы многочисленные виды древнерусских архитектурных памятников: серия Ярославль (Общий вид Ярославля, Церковь Рождества Христова, Московская застава в Ярославле), уезды Ярославской губернии и др.
Устроил выставку наиболее интересных акварелей (1889), которая произвела большое впечатление на столичное общество. Император Александр III купил выполненные с удивительным знанием особенностей виды Ростова-Великого и высказал пожелание стать исключительным покупателем всех его дальнейших работ. Эта традиция была продолжена Николаем II. За заслуги в возрождении русского национального искусства был награждён орденами Святого Станислава 3-й степени (1886) и Святого Владимира 4-й степени.
В 1903 году, при поддержке живописца Ильи Репина, гравёра Василия Матэ и историка Никодима Кондакова, Виллие был избран действительным членом Академии художеств. Долгие годы являлся активным членом Общества русских акварелистов. Был страстным библиофилом, увлекался книжным делом, библиографией и библиотековедением. Михаил Яковлевич был членом-основателем Русского общества деятелей печатного дела; членом-основателем и членом совета Русского общества библиотековедения; членом совета Русского стенографического общества.
Отправившись на международный стенографический конгресс в Брюссель в июле 1910 года, Виллие почувствовал сильное недомогание и был вынужден вернуться в Петербург, где и скончался 16 ноября того же года. Похоронен 19 ноября на Волковском православном кладбище (Яковлевская дорожка).
Почти все работы Виллие, оставшиеся в России, находятся в запасниках музеев и малоизвестны широкой публике.

## Галерея

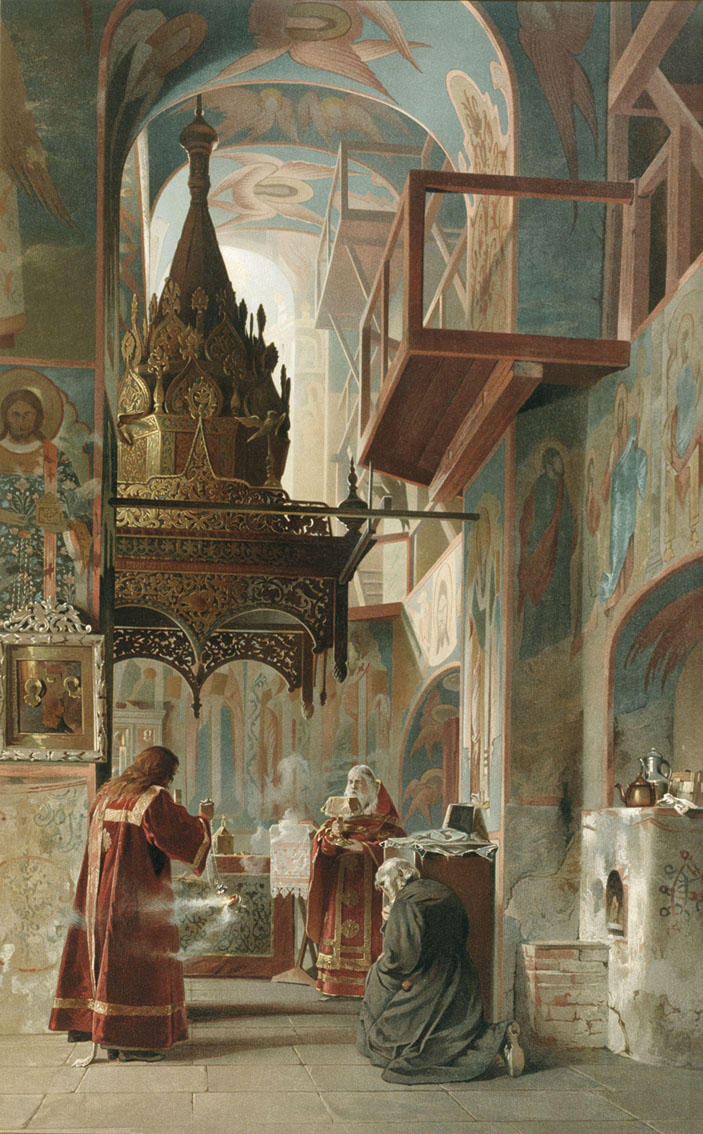
Внутри алтаря в церкви
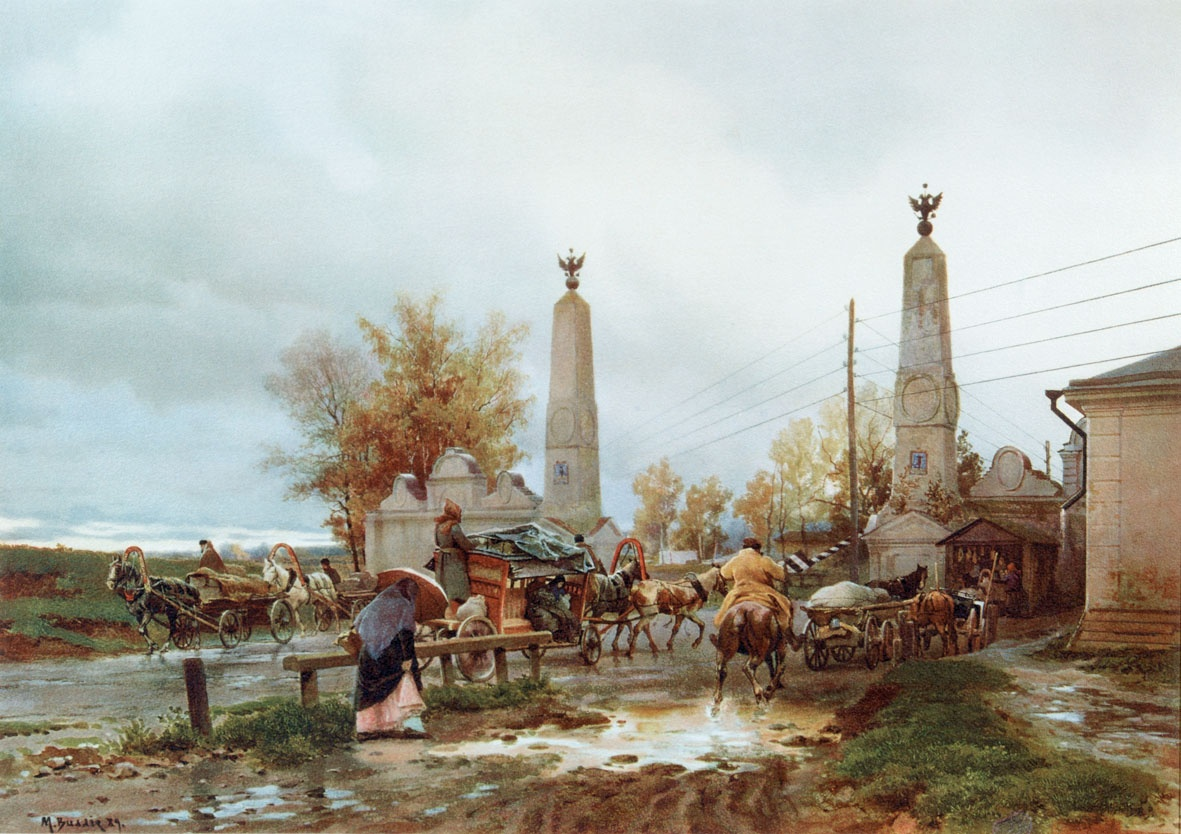
Московская застава в Ярославле
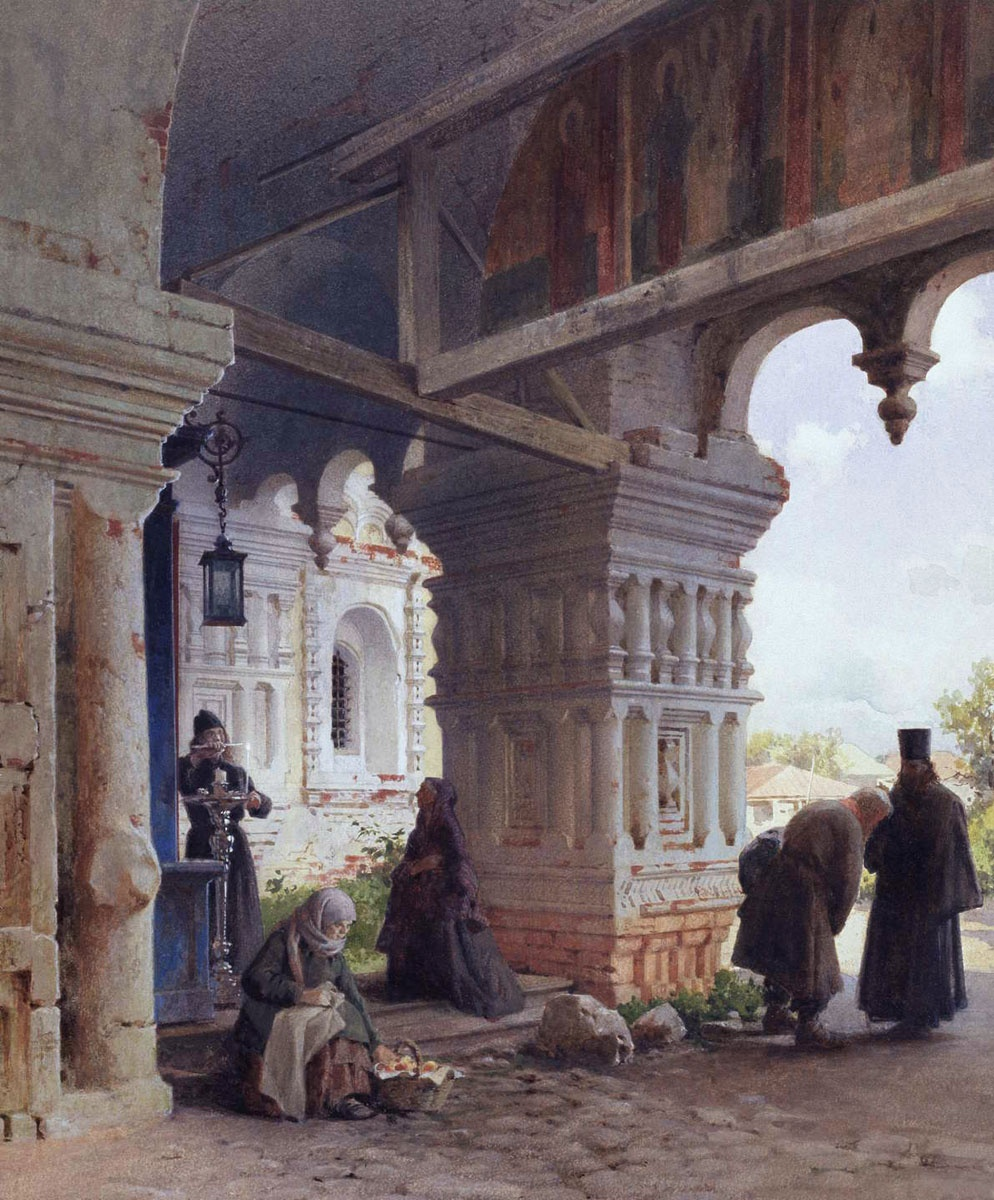
Под Святыми вратами в Борисоглебском монастыре
Общий вид Ростова Великого